# MRGPRF
MAS-sličan G-protein spregnuti receptor, član F je protein koji je kod ljudi kodiran MRGPRF genom.

## Literatura
1. ↑  „Entrez Gene: MRGPRF MAS-related GPR, member F”.

## Dodatna literatura
- Ross PC; Figler RA; Corjay MH;  . (1990). „RTA, a candidate G protein-coupled receptor: cloning, sequencing, and tissue distribution.”. Proc. Natl. Acad. Sci. U.S.A. 87 (8): 3052—6. PMC 53832 . PMID 2109324. doi:10.1073/pnas.87.8.3052.
- Strausberg RL; Feingold EA; Grouse LH;  . (2003). „Generation and initial analysis of more than 15,000 full-length human and mouse cDNA sequences.”. Proc. Natl. Acad. Sci. U.S.A. 99 (26): 16899—903. PMC 139241 . PMID 12477932. doi:10.1073/pnas.242603899.
- Ota T; Suzuki Y; Nishikawa T;  . (2004). „Complete sequencing and characterization of 21,243 full-length human cDNAs.”. Nat. Genet. 36 (1): 40—5. PMID 14702039. doi:10.1038/ng1285.
- Suzuki Y; Yamashita R; Shirota M;  . (2004). „Sequence comparison of human and mouse genes reveals a homologous block structure in the promoter regions.”. Genome Res. 14 (9): 1711—8. PMC 515316 . PMID 15342556. doi:10.1101/gr.2435604.
- Gerhard DS; Wagner L; Feingold EA;  . (2004). „The status, quality, and expansion of the NIH full-length cDNA project: the Mammalian Gene Collection (MGC).”. Genome Res. 14 (10B): 2121—7. PMC 528928 . PMID 15489334. doi:10.1101/gr.2596504.
- Otsuki T; Ota T; Nishikawa T;  . (2007). „Signal sequence and keyword trap in silico for selection of full-length human cDNAs encoding secretion or membrane proteins from oligo-capped cDNA libraries.”. DNA Res. 12 (2): 117—26. PMID 16303743. doi:10.1093/dnares/12.2.117.